# 國武大紀
國武 大紀（くにたけ だいき、1972年5月4日 - ）は、日本の実業家、コンサルタント、元外交官。滋賀県長浜市出身（現在は千葉在住）。株式会社Link of Generation代表取締役。血液型O型。

## 経歴・人物
コンサルタントとして独立開業しており、複数のメディアに著書などが取り上げられている。
JICAとJBIC（国際協力銀行）の組織統合事業などにも従事していた、組織の将来ヴィジョンや制度設計、戦略立案を担当した。ロンドン・スクール・オブ・エコノミクスにて組織心理学の修士号を取得。リーダーシップ理論、モチベーション理論、チーム・ビルディング、意思決定論、組織変革論、組織文化、ナレッジ・マネジメント等を学ぶ。JICA労働組合の執行委員長として、数々の組織改革を実行。名古屋大学大学院（国際協力研究科）にて客員准教授として、海外から留学生を指導。２０１３年から２年間、外務省（OECD日本政府代表部）に出向し、外交官（一等書記官）として勤務。日本政府の国際協力に関する政策立案や国際交渉に携わる。

### 現在
現在は、エグゼクティブコーチング、自己実現コーチング、およびプロコーチ養成などを行うほか、リーダ―シップ開発や組織変革を専門とするコンサルタントとして活動している。

## 著書
- 『評価の基準』 2017/6/10 日本能率協会マネジメントセンター ISBN 978-4-8207-1970-0
- 『「聞く力」こそが最強の武器である』 2019/1/8 フォレスト出版 ISBN 978-4-86680-013-4